# Zosteria calignea
Zosteria calignea är en tvåvingeart som beskrevs av Daniels 1987. Zosteria calignea ingår i släktet Zosteria och familjen rovflugor. Inga underarter finns listade i Catalogue of Life.